# Gnomibidion denticolle
Gnomibidion denticolle är en skalbaggsart som först beskrevs av Johan Wilhelm Dalman 1823.  Gnomibidion denticolle ingår i släktet Gnomibidion och familjen långhorningar.
Artens utbredningsområde är Paraguay. Inga underarter finns listade i Catalogue of Life.